# ترامونتی دی سوپرا
ترامونتی دی سوپرا (به ایتالیایی: Tramonti di Sopra) یک کومونه در ایتالیا است که در استان پوردنونه واقع شده‌است.

## خصوصیات
ترامونتی دی سوپرا ۱۲۳٫۹ کیلومترمربع مساحت و ۳۸۵ نفر جمعیت دارد و ۴۲۰ متر بالاتر از سطح دریا واقع شده‌است.